# Raonador del Ciutadà
El Raonador del Ciutadà és el nom que rep el síndic de greuges del Principat d'Andorra, el funcionari que defensa els drets i llibertats dels ciutadans d'aquest país davant de l'administració.
L'inici d'aquesta institució a Andorra són els dos representants escollits pel Consell General per formar part del Tribunal de Corts, una mena d'advocats d'ofici dels inculpats.
La figura actual es va instituir el 4 de juny del 1998 amb la Llei de creació i funcionament del Raonador del Ciutadà.

## Raonadors
- Ricard Fiter Vilajoana (1998-2004)[3]
- Pere Canturri Montanya (2004-2011)[4]
- Josep Rodríguez Gutiérrez (2011-2017)[5]
- Marc Vila Amigó (desembre 2017-2023)[6]
- Xavier Cañada (2024-)[7]